# Friedrich von Heyden (Chemiker)

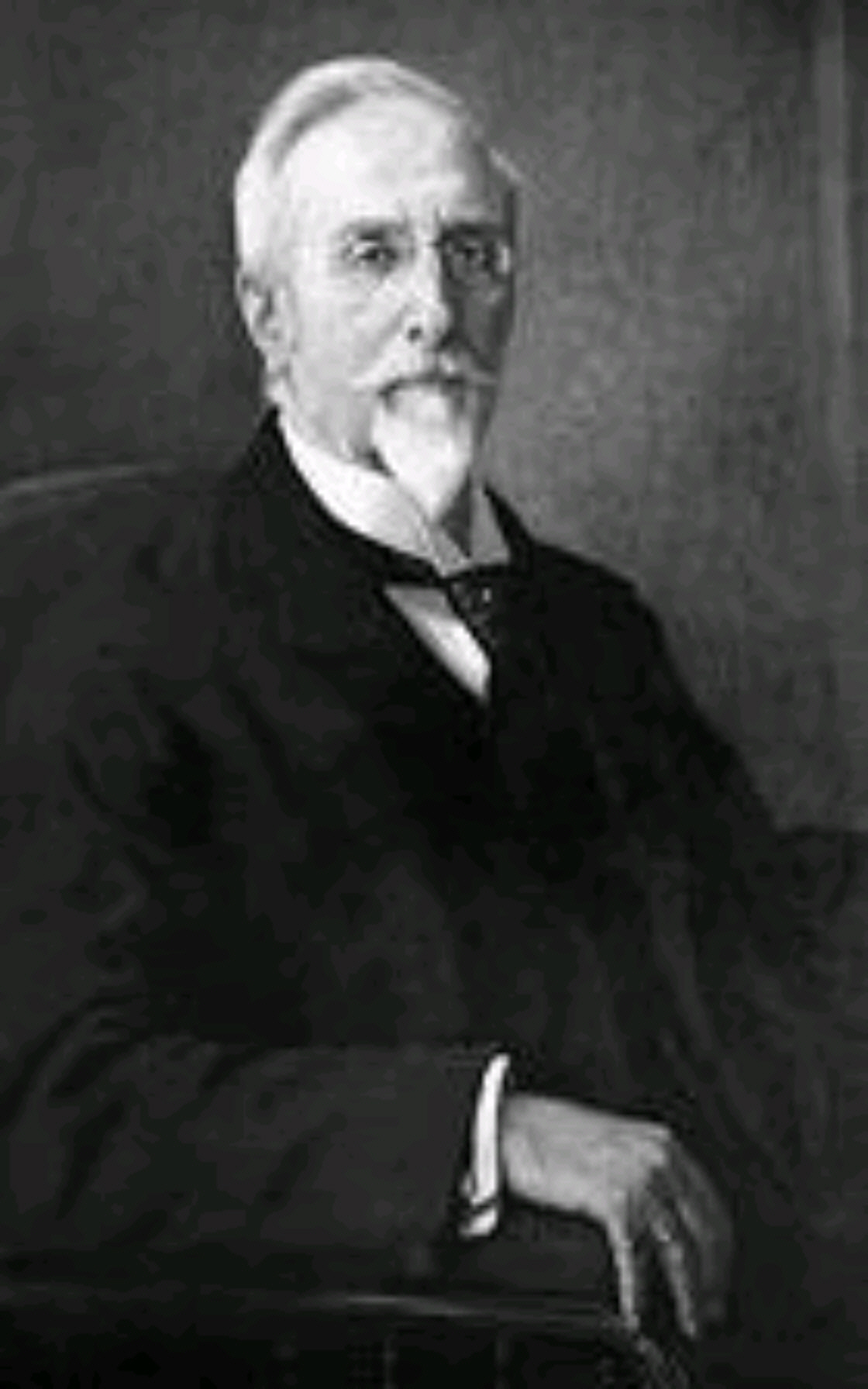
Friedrich von Heyden (um 1910)

Friedrich von Heyden (* 4. Januar 1838 in Breslau; † 1. Mai 1926 in Dresden; vollständiger Name: Jacob Friedrich Wilhelm von Heyden-Nerfken) war ein deutscher Chemiker und Unternehmer.

## Familie

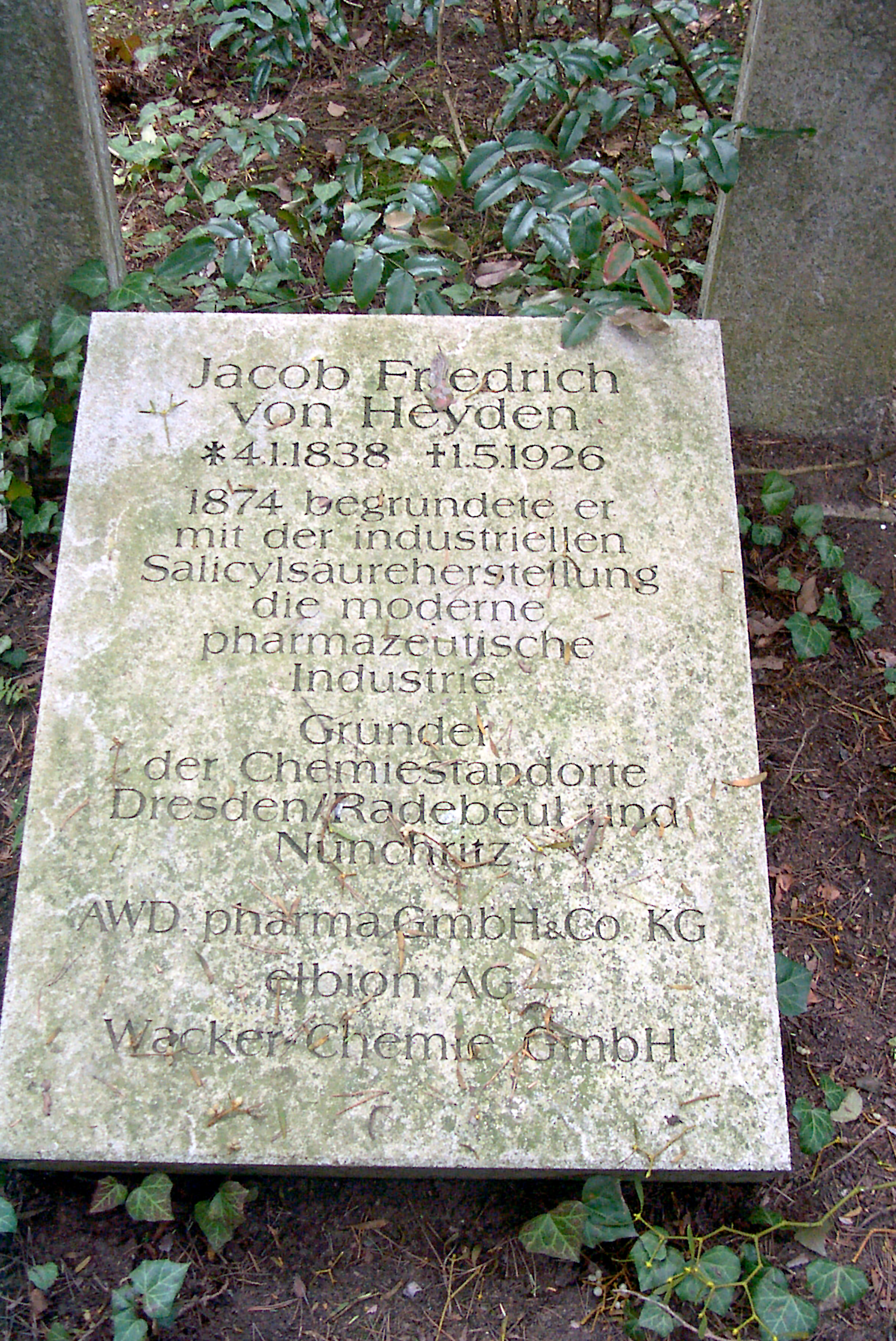
Grabstein von Heydens

Friedrich von Heyden war ein Spross des ostpreußischen Adelsgeschlechts Heyden-Nerfken. Sein Vater war der Schriftsteller Friedrich von Heyden (1789–1851), ein Oberregierungsrat von Breslau.
Aus dessen Ehe mit Friederike von Hippel (1807–1865), einer Tochter von Theodor Gottlieb von Hippel, entstammten der Maler August von Heyden-Nerfken (1827–1897), dessen Sohn Hubert von Heyden-Nerfken (1860–1911) Maler der Münchener Secession war, sodann Charlotte (1831–1863), die mit dem Leutnant Kajus Wilhelm Hermann von Engelmann († 22. Juli 1893) verheiratet war, sowie der hier beschriebene Chemiker Friedrich von Heyden-Nerfken (1838–1926).
Dieser war mit Emilie, geborene von Weigel (1839–1925) verheiratet. Ihre Ehe brachte die Töchter Julie (1866–1938), die 1893 in Wiesbaden den Germanisten Carl Maria Drescher heiratete, und Margarete Emmi (* 30. August 1881 in Dresden) hervor; letztere heiratete am 28. Mai 1903 in Dresden Wilhelm Diotor von Buddenbrock (* 28. September 1879 in Ottau bei Marienwerder).

## Biografie
Friedrich von Heyden erhielt eine militärische Ausbildung als Pionier-Leutnant und lebte später als Gutsbesitzer in Groß-Welka bei Bautzen. 1871 zog er nach Dresden, wo er 1873 bei Rudolf Schmitt am Polytechnikum Dresden in Chemie promovierte. Dort lernte er den Chemiker Hermann Kolbe kennen, der 1859 die Struktur der Salicylsäure sowie die Kolbe-Synthese (später zur Kolbe-Schmitt-Reaktion weiterentwickelt) erarbeitet hatte.
Um seine Vermutungen zu antiseptischen Eigenschaften der Salicylsäure untersuchen zu können, richtete sich von Heyden auf Anregung seines Professors Schmitt in der Remise seiner Villa Adolpha in der Leipziger Vorstadt ein Labor ein. Gleichzeitig entwickelte er ein Verfahren, um Salicylsäure, den Ausgangsstoff für Acetylsalicylsäure (ASS, Aspirin), chemisch rein in industriellem Rahmen herstellen zu können.
Um dem steigenden Bedarf nachkommen zu können, gründete von Heyden 1874 eine kleine Fabrik in Dresden, die sich jedoch schon im ersten Produktionsjahr als zu klein herausstellte. Daher baute er im gleichen Jahr in Radebeul auf dem Grundstück Meißner Straße 35 eine größere Fabrik. 1875 wurde das Unternehmen als Salicylsäure-Fabrik Dr. F. v. Heyden in das Handelsregister eingetragen. Hermann Kolbe wurde durch die Einbringung seiner Kolbe-Synthese Teilhaber des Unternehmens, die weltweit erstmals Arzneimittelsynthese im industriellen Maßstab betrieb. Der Aufbau dieser Fabrik, die sich zu einem der bedeutendsten Chemieunternehmen Sachsens entwickelte, war gleichzeitig der Beginn der Industrialisierung Radebeuls.
1885 zog sich von Heyden aus der Geschäftsleitung des Unternehmens zurück. Er verkaufte es an Kolbes Sohn Carl Kolbe, ebenfalls ein Chemiker, der bereits 1884 die Leitung übernommen hatte, sowie an den Kaufmann Carl Rentsch, verblieb jedoch bis 1919 als Vorsitzender des Aufsichtsrats dem Unternehmen verbunden.
Friedrich von Heyden starb 1926 und wurde in Dresden im Urnenhain Tolkewitz beigesetzt.

## Ehrungen und Auszeichnungen

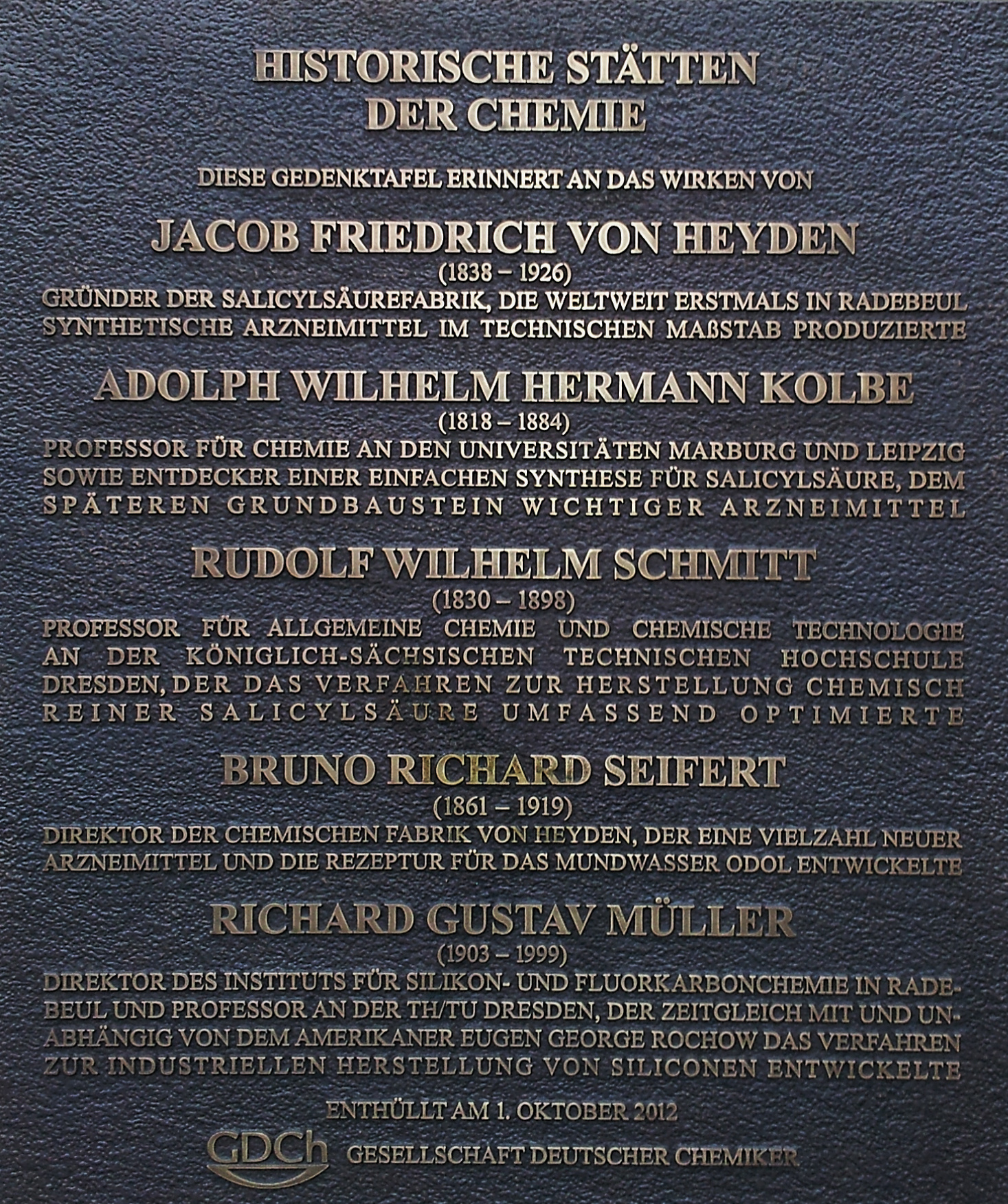
Gedenktafel der GDCh an der Chemischen Fabrik v. Heyden, Meißner Straße 35 in Radebeul

Friedrich von Heyden wurde vom sächsischen König mit dem Ehrentitel Geheimer Hofrat ausgezeichnet.
Im Jahr 1918 war er Rechtsritter des Johanniterordens, er trug die Erinnerungsmedaille Kaiser Wilhelm I., die Kriegsdenkmünze für die Feldzüge 1870–71 sowie das Ehrenkreuz für freiwillige Wohlfahrtspflege.
Am 1. Mai 1924 verlieh die Technische Hochschule Dresden von Heyden auf Vorschlag der Chemischen Abteilung die Ehrendoktorwürde.
Seit dem 1. Oktober 2012 ist die ehemalige Salicylsäurefabrik und spätere Chemische Fabrik Dr. F. von Heyden eine der Historischen Stätten der Chemie, ausgezeichnet durch die Gesellschaft Deutscher Chemiker (GDCh) im Rahmen eines Festakts mit einer Gedenktafel am Hauptgebäude in Radebeul. Diese erinnert an das Wirken von Friedrich von Heyden, Hermann Kolbe, Rudolf Schmitt, Richard Seifert und Richard Müller.
Der Friedrich-von-Heyden-Platz in Nünchritz und der Friedrich-von-Heyden-Weg in Radebeul wurden nach ihm benannt.